# Niflheim

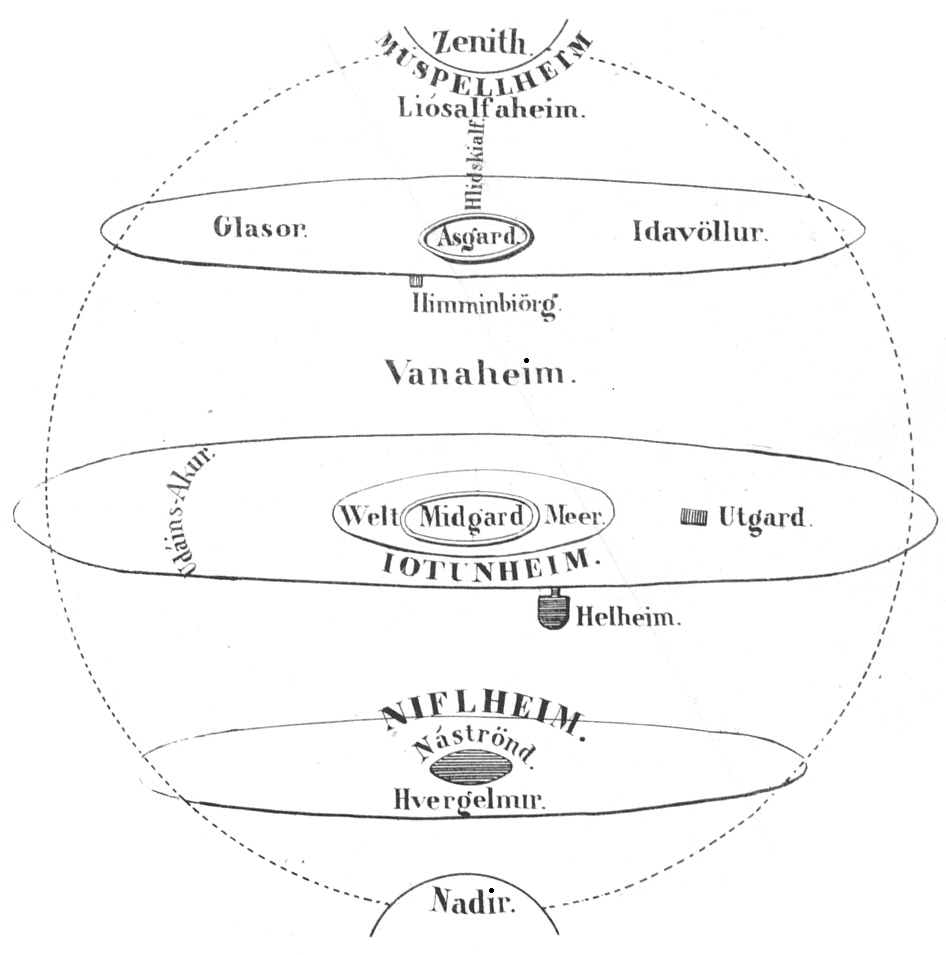
Die Sphären der nordischen Götterwelt

Niflheim (altnordisch Niflheimr „dunkle Welt“) ist in der nordischen Mythologie ein eisiges Gebiet im Norden, im Gegensatz zum heißen Muspellsheim, das im Süden steht.
In der Schöpfungsgeschichte liegt in Niflheim die Urquelle Hvergelmir, deren Wasser die Élivágar speiste; sie ergoss ihr eisiges Wasser in den Ginnungagap, das sich durch die Hitze Muspellsheims erwärmte, woraus der Riese Ymir als erstes Wesen entstand. Eine Wurzel des Weltenbaums Yggdrasill erstreckt sich über Niflheim.
Niflheim ist als Begriff ausschließlich in der Prosa-Edda Snorri Sturlusons überliefert und dürfte seine eigene Schöpfung sein. Die Vorstellung einer mythischen Eisgegend im Norden mag aber älter sein, da Snorri Niflheim zweimal offenbar in Anlehnung an Niflhel mit Hel gleichsetzt.